# Лазнища (заказник)
Лазнища — загальнозоологічний заказник місцевого значення в Україні. Об'єкт розташований на території Маневицької селищної громади Камінь-Каширського району Волинської області, на схід від с. Бережниця.
Загальна площа — 842,8 га, статус отриманий у 2002 році за Рішення Волинської обласної ради від 3.12.2002 р. № 4/5. Перебуває у віданні ДП «Волинський військовий лісгосп», Бережницьке л-во (560,5 га), кв. 3, вид. 4, 22, 23, 27-38.1; кв. 9, вид. 1-7, 9, 14, 15, 20-22, 25.1; кв. 13, 58-60; кв. 63, вид. 34, 37, 39-42; кв. 64, вид. 36, 39, 44-50 та ДП «Городоцьке ЛГ» (282,3 га): Градиське л-во, кв. 1, вид. 1-19, 23; кв. 15, вид. 44-49; кв. 16, вид. 36-51; Троянівське л-во, кв. 1, вид. 1-3, 6, 20; кв. 2, вид. 1, 2, 7-12, 18-21, 28.
Охороняється ділянка заболоченого сосново-березового лісу, де у трав'яному покриві яких ростуть буяхи, брусниця, чорниця, папоротеподібні, конвалія звичайна, багно звичайне. Трапляється рідкісний вид рослин – плаун колючий, занесений до Червоної книги України.
У заказнику мешкають сарна європейська, свиня дика, борсук європейський, куниця лісова, лісові види птахів, плазуни і земноводні. Трапляються рідкісні види тварин, що охороняються Червоною книгою України та міжнародними угодами – лелека чорний та журавель сірий.